# Loup gris en Suisse
Le loup gris a été officiellement considéré comme éteint en Suisse à la fin du 19e siècle. Malgré cela, entre 1908 et 1990, quelques spécimens isolés ont été aperçus à plusieurs reprises sur le territoire national. Au milieu des années 1990, le loup gris a fait son retour en Suisse, et depuis lors, sa population n'a cessé de croître. En 2019, le pays abrite près de 80 individus répartis dans une douzaine de cantons. En novembre 2021, il est estimé qu'il y avait environ treize à quinze meutes de loups en Suisse, avec une population totale d'environ 150 individus. En 2022, au moins vingt meutes sont répertoriées et environ 180 individus. La population de loups est en 2022 en forte croissance. En juillet 2023, environ 240 loups sont répertoriés en Suisse.
En août 2018, la Suisse a soumis une demande de reclassification du loup de la catégorie « strictement protégé » à « protégé » lors de la Convention de Berne du Conseil de l'Europe.
En septembre 2020, une votation sur une révision de la loi sur la chasse visant à contrôler l’augmentation de la population de loups et leur expansion en ordonnant des tirs préventifs, a été refusée par le peuple suisse.
En juin 2023, le Conseil fédéral a décidé avec la révision partielle de l'ordonnance sur la chasse que les loups devaient pouvoir être abattus plus facilement en Suisse. Les loups peuvent être tirés à partir du 1er décembre 2023, sur autorisation de l'Office fédéral de l'environnement, entre septembre et janvier « si la meute représente un danger ou a causé des dommages ». Deux à trois meutes restent protégées dans chacune des cinq régions de régulation (Jura, nord-est, Suisse centrale, ouest des Alpes, sud-est des Alpes).